# Onthophagus viridis
Onthophagus viridis là một loài bọ cánh cứng trong họ Bọ hung (Scarabaeidae).